# Други помесни сабор
Помесни сабор Неокесаријски (грч. Συνοδος εν Νεοκαισαρεια τη κατα Ποντον) је одржан 315. године. На њему је учествовало око двадесет епископа и донео је петнаест канона о црквеном поретку и моралу хришћана.
Сабор у Неокесарији  је био помесни сабор хришћанске цркве који се одржао у Неокесарији, непосредно пре Анкирског сабора. Сабором је председавао Виталије Антиохијски, који је умро 319. године. Из тог разлога, време одржавања сабора се датује 315-319. године.
Сабор је усвојио 15 правила, која су постала део општег кодекса црквеног права у Православној цркви. Главна питања која је сабор разматрао укључивала су норме које се тичу брака, морала и црквеног управљања. Сабор је посебно решио низ питања везаних за крштење:
- Презвитер, који се ожени, бива лишен чина; ако ли падне у блуд или прељубу, има се сасвим искључити (из мољења с вернима) и ставити на покајање.
- Жена, ако се уда за два брата, да се искључи (из заједничке молитве) до смрти; али ако, при смрти каже да ће, кад оздрави, раскинути брак, нека због човекољубља добије (поступак) кајања. А ако умре жена у таквом браку, или муж, ономе (брачнику) који преостане, тешко ће бити покајање.
- За оне који више пута ступају у брак, одређено време (кајања) познато је; али понашање и вера њихова скраћује (то) време.
- Ако неко зажели (неку) жену и намери с њоме да спава, али му се замисао не оствари, очито је да га је благодат (Божја) избавила.
- Оглашени, ако улази у Цркву и стоји у реду оглашених, па сагреши, ако је међу онима што клече, нека, више не грешећи, пређе у слушаоце (Св. Писма); а ако и као слушалац још греши, нека буде изагнан из Цркве.
- За трудну жену – треба је просветлити (крштењем) кад год она хоће. Јер породиља у томе (= Крштавању) не заједничари са рађаним (дететом), пошто свако показује своју слободну вољу за исповедање вере.
- Презвитер на свадби другобрачнога да не седи на гозби. Јер ако се од другобрачнога тражи покајање, какав ће бити (положај) презвитера који је, гошћењем (са њима), одобрио те бракове?
- Ако жена некога, који је (још) лаик, учини прељубу и јавно буде изобличена, такав не може бити примљен у (свештену) службу. Ако (жена) после његовог рукоположења учини прељубу, дужан је да је отпусти (= разведе се); а ако са њоме живи (и даље), не може вршити поверену му службу.
- Презвитер произведен (у чин), који је телом сагрешио пре тога, и исповеди да је пре рукоположења сагрешио, нека не приноси (Литургију), остајући у чину због остале ревности. Јер кажу многи да рукоположење изглађује остале грехе (осим телесних – Аристин). А ако он сам не исповеди, а немогуће је то јавно доказати, на њему је самом власт како да поступи.
- Исто и ђакон, који је упао у такав исти грех, нека буде (само) у чину црквенослужитеља.
- Презвитер да се не рукополаже пре тридесет година, макар био и човек веома достојан, него нека сачека. Јер и Господ Исус Христос је у тридесетој години био крштен и почео учити.
- Ако је неко у болести просветљен (Крштењем), не може бити произведен за презвитера; јер вера његова није из добровољности, него из нужде; осим (= изузетно може) због његове ревности и вере после тога, и због недостатка људи (= клирика).
- Сеоски презвитери не могу приносити (Литургију) у градској Цркви (ἐν τῷ Κυριακῷ = у Господњем /Храму/), кад је присутан епископ или градски презвитери, нити давати Хлеб и Путир (= Причешће) у време молитве. А ако су они одсутни, па је дотични позван (у град) ради молитве, нека даје (Причешће).
- А хороепископи су (постављени) по обрасцу Седамдесеторице (Апостола), па као саслужитељи (епископа), због њиховог старања о сиромасима, почаствовани су да приносе (Литургију и у граду).
- По канону треба бити седам ђакона, макар био и велики град.